# W76

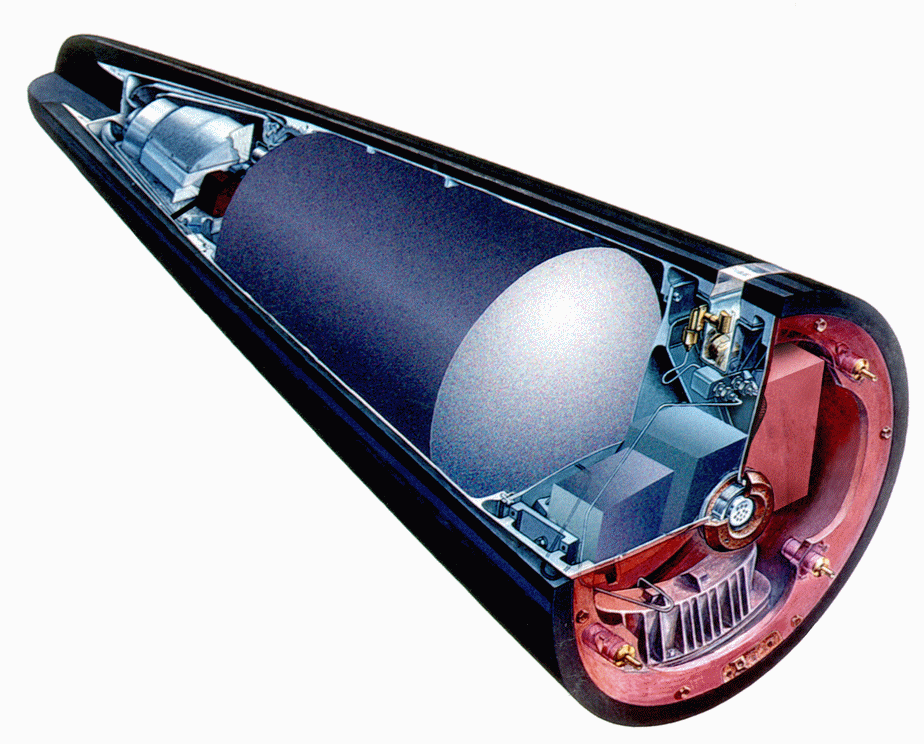
L'ogive W76 dans un véhicule de rentrée Mark 4 (vue en écorché).
Source : Laboratoire national de Los Alamos

La W76 est une ogive thermonucléaire américaine. Elle a été fabriquée de 1978 à 1987, et de nouveau à partir de 2008.

## Description
La W76 est transportée dans un véhicule de rentrée Mark 4 en mode MIRV. Les missiles Trident I et Trident II, tirés depuis des sous-marins, peuvent emporter des W76. Le Trident II peut emporter à la fois des W76 et des W88.
Les dimensions de la W76 et du véhicule de rentrée Mk 4 sont inconnues. Seule sa masse est dévoilée : 362 livres (164 kg).
La puissance explosive de la W76-0 et la W76-1 est de 100 kilotonnes.
La fabrication d'une version à faible puissance désignée W76-2 de 5 à 7 kt a été autorisée par l'administration Trump en 2018 ; elle a été développée en convertissant une cinquantaine de W76-1. Alors que la fabrication a commencé en janvier 2019, la Commission des forces armées de la Chambre des représentants des États-Unis a interdit en juin 2019 son déploiement.  Mais celui-ci a été déclaré officiellement effectif le 4 février 2020. La fédération des scientifiques américains indique que le premier déploiement a lieu depuis décembre 2019 à bord du USS Tennessee (SSBN-734) qui a un ou deux de ses vingt missiles Trident II armés d'une unique W76-2.

## Histoire
Vers le milieu des années 2000, les États-Unis ont décidé de lancer un programme de rénovation des missiles Trident au coût d'environ 3 milliards USD. La méthode de fabrication de l'un des composants essentiels des W76 a été perdue pour une raison inconnue, ce qui retarde le programme. Cette perte pourrait également affecter la mise à jour des missiles Trident mis en service par le Royaume-Uni.
En 2008, l'usine d'armement nucléaire Pantex a mis en place un programme visant à prolonger de 30 ans la carrière opérationnelle d'ogives nucléaires, tout en leur ajoutant de nouvelles fonctionnalités et en améliorant leurs capacités militaires. Le programme a un coût annoncé, pour l'année fiscale 2016, d'un milliard et demi de dollars américains. Dans le cadre de celui-ci et après des problèmes de démarrage, Pantex fabrique depuis 2008 des W76-1. La fabrication à pleine échelle sera atteinte en 2013 et continuera jusqu'en 2018. Les W76 seront fabriquées jusqu'à l'année fiscale 2022.